# Oddi (Islanda)
Oddi è una località nel Rangárvellir, parte della municipalità di Rangárþing ytra, situata 6 km a sud di Hella (la quale funge da località capoluogo di municipalità), e a 8 km a nord-ovest da Hvolsvöllur, poco più a nord del fiume Eystri-Rangá.
Al giorno d'oggi è rimasta solo la chiesa (ricostruita nel 1924) e un paio di edifici annessi.
È nota per essere stata sede di una canonica piuttosto importante come centro studi durante il Medioevo, tra le prime ad essere fondate dopo la cristianizzazione dell'Islanda
Per secoli fu la dimora principale di un potente clan, gli Oddaverjar (letteralmente, i jarl di Oddi). I due membri più noti sono Sæmundr il Saggio (1056-1133) e suo nipote Jón Loftsson (1124-1197).
Il famoso mitografo Snorri Sturluson (1178-1241) fu cresciuto ed educato ad Oddi da Jón Loftsson.
Presso la canonica si formarono sette vescovi (tra cui san Torlaco), lo studioso Arngrímur Jónsson e il poeta Matthías Jochumsson.
Si è ipotizzato che il nome dell'Edda derivi da Oddi.
L'etimo del termine deriva da oddr (in norreno "picco", "punta", stessa radice dell'inglese odd sinonimo di "angolo"), a sua volta derivante dal proto-germanico *uzdaz. Potrebbe essere dovuto al fatto che di fronte ad una chiesa "le punte delle lance" devono essere posate, o dalla vicinanza alla confluenza, appunto triangolare, dei due fiumi Ytri-Rangá e Eystri-Rangá (o Þverá, ossia "l'affluente") che si uniscono dando vita al fiume Hólsá.